# Ammavaru

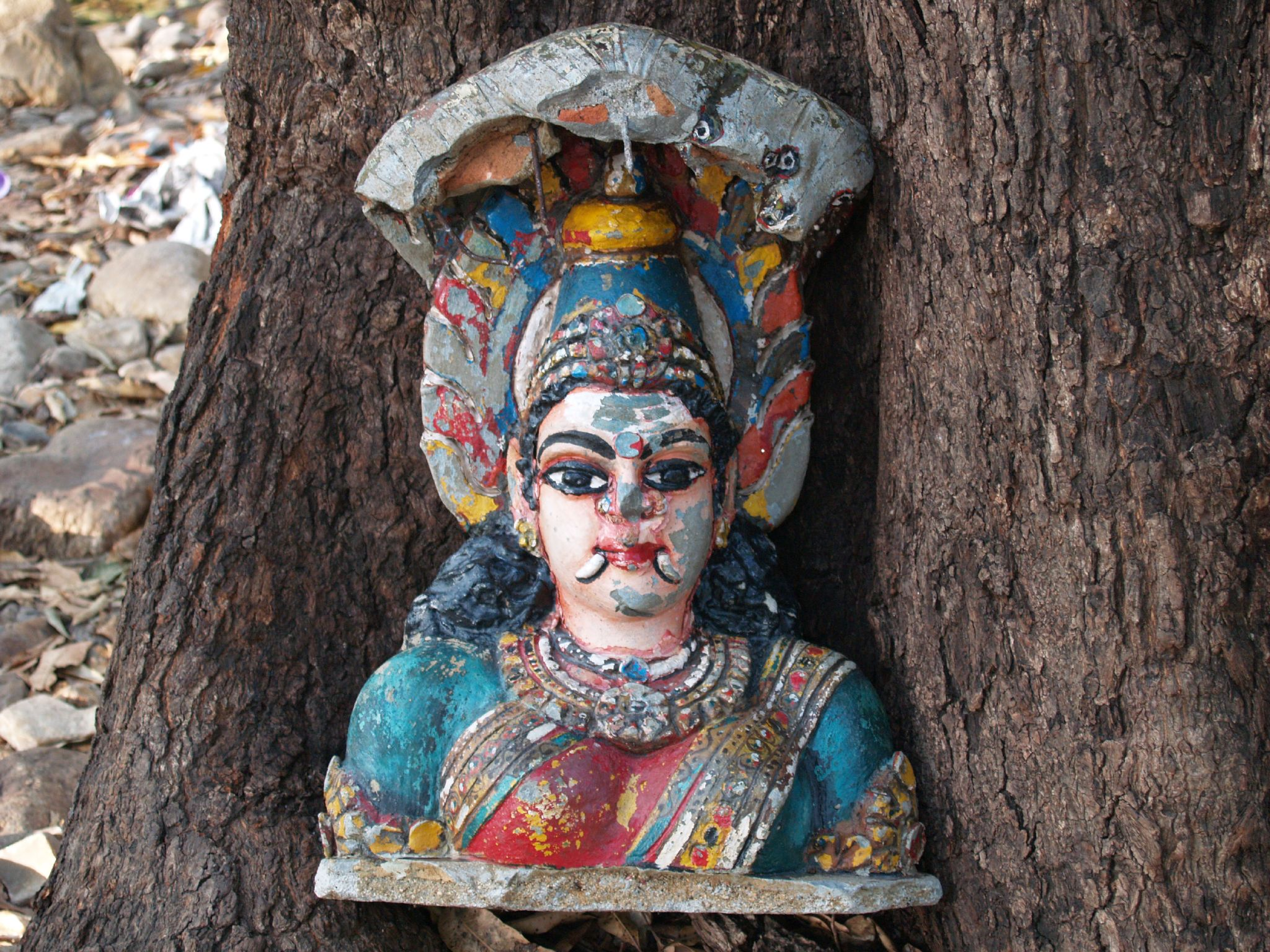
La divinità Ammavaru

Secondo la letteratura minore Hindu, Ammavaru è l'antica divinità che depose l'uovo dal quale vennero generati Brahmā, Śiva e Visnù. Infatti, "Amma" è il termine che indica "madre".
Secondo altre tradizioni Hindu, tuttavia, Śiva non ha né nascita né morte. Simile credenza vi è per Vishnu.
Ogni anno, le donne dell'India meridionale credenti in Ammaravu dedicano una preghiera rituale alla divinità. Viene utilizzato un vaso di metallo contenente riso a simboleggiare il corpo della divinità. Il vaso è rivestito del tradizionale sari. Sulla bocca del vaso vi è dipinta una noce di cocco a simboleggiare la testa. Vengono infine utilizzati diversi elementi per adornare gli occhi, le orecchie e il naso della divinità.